# Captiva Island

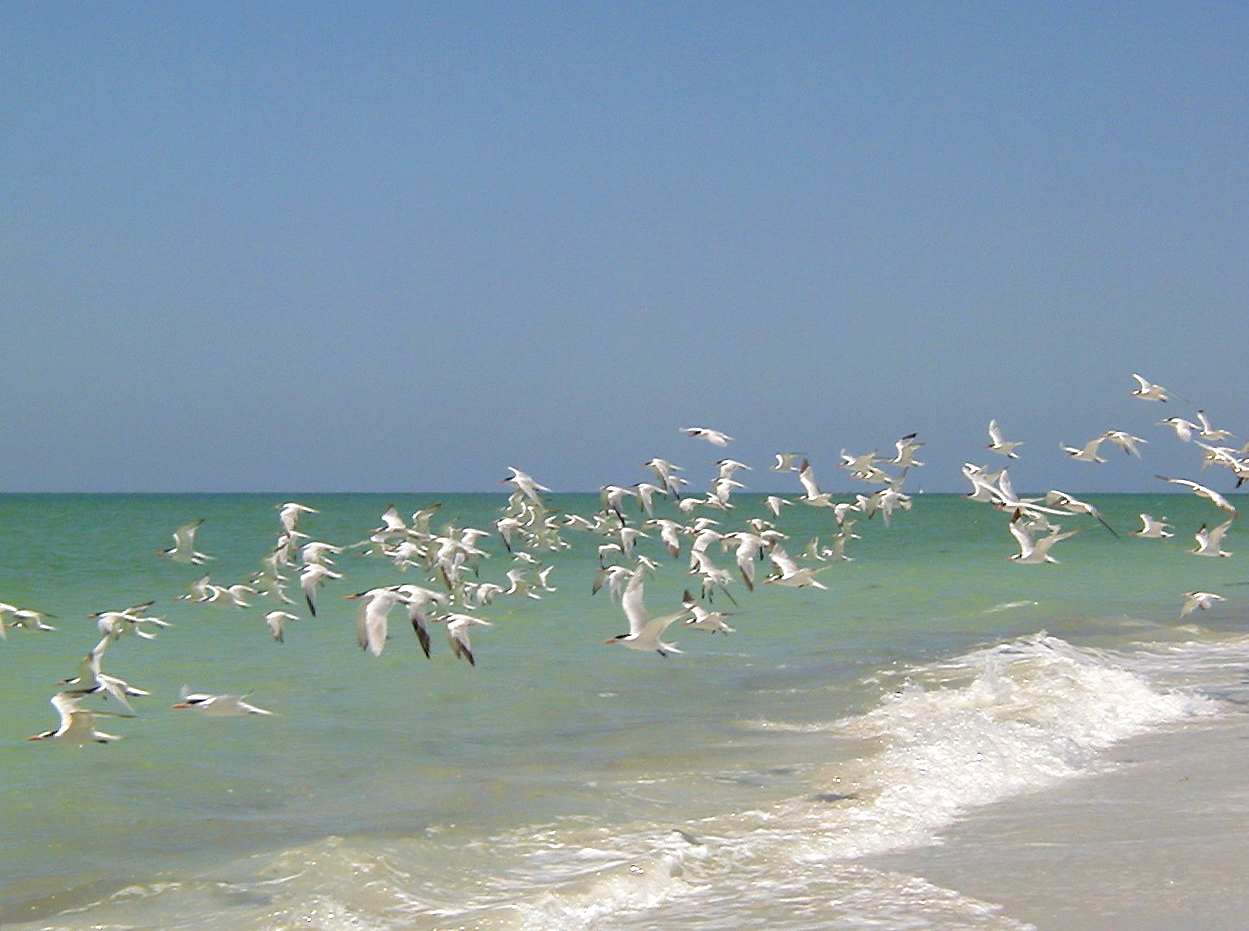
Een vlucht sterns op het eiland Captiva

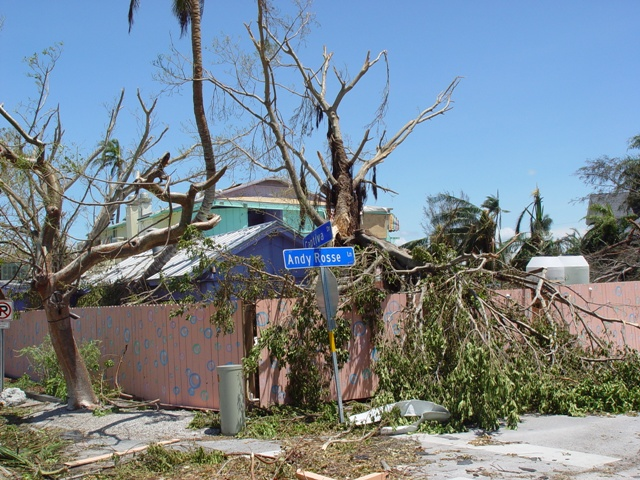
Schade aangericht op Captiva door Orkaan Charley

Captiva Island is een tropisch eiland in Lee County, zuidwest Florida – het ligt niet ver uit de kust in de Golf van Mexico. Oorspronkelijk was het een deel van het naburige eiland Sanibel, dat ten zuidoosten ligt. Waarschijnlijk heeft een orkaan de delen gescheiden en ontstond een kanaal, "Blind Pass". De eilanden zijn voor autoverkeer ontsloten via de Sanibel Causeway en de Sanibel-Captiva Road.
Noord-Captiva Island of Upper Captiva is een apart, verder naar het noorden gelegen eiland dat in particulier eigendom is. Het zat vast aan Captiva tot in 1921 de "Redfish Pass" ontstond toen een orkaan het eiland andermaal deelde. Er staan 300 huizen en 300 leegstaande percelen. Omdat het alleen per boot en klein vliegtuig kan worden bezocht, liggen de onroerendgoedprijzen er lager dan op Captiva.
In 2004 werd Captiva zwaar getroffen door Orkaan Charley, 160 gebouwen werden vernietigd en nog eens 160 zwaar beschadigd. De stormvloed doorsneed het smalste deel van Noord-Captiva met een pad van 365 meter breed, waardoor ook dit eiland in tweeën werd gedeeld, de nieuwe doorsnede kreeg geen officiële naam, maar wordt plaatselijk aangeduid als "Charley Pass" of "The North Cap Gap".
Volgens de lokale folklore kreeg Captiva zijn naam omdat de legendarische Spaanse kaperkapitein José Gaspar (Gasparilla, 1756–1821) zijn vrouwelijke gevangenen vasthield op het eiland.
Er is een jachthaven op het noordelijk deel van het eiland. Captiva is de plek waar veel bekende mensen hun vrije tijd doorbrengen; kunstenaar Robert Rauschenberg had er zijn vaste verblijf.